# 遠藤瑠香
遠藤 瑠香（えんどう るか、1990年9月9日 - ）は、日本の女優、アイドル、歌手、声優。東京都出身。DoubleArrow所属。

## 人物
芸能活動をしていた姉の影響で、舞台に誘われたことをきっかけに子役としてデビューする。物心がついたころには芸能活動をしていたため、舞台に立つことは「当たり前」だったという。子役時代から舞台・ミュージカルで活躍しており、アリスインプロジェクト公演にも多数出演。
2014年4月に所属を秋葉原ディアステージに移籍。同月より『るか』名義でアイカツ!の楽曲を歌うユニット『STAR☆ANIS』『AIKATSU☆STARS!』のメンバーに加入。大空あかり、白鳥ひめ、双葉アリアの歌唱を担当。
2018年11月より、ディアステージを離れ、フリーで活動をしていた。
2022年4月26日より、株式会社DoubleArrowに所属。

## 出演

### 舞台
2006年 - 2011年
- ヒロセプロジェクト
  - 「小劇場だヨ!全員集合」（2006年5月13日 - 14日、中目黒ウッディシアター）
  - 「そして星空に願いをかける君の声」（2007年4月7日 - 8日、中目黒ウッディシアター）
  - 「僕は僕なりに夢を見る」（2008年3月27日 - 30日、川崎H&Bシアター）
  - 「優しい魔法のとなえ方」（2008年9月18日 - 21日、ラゾーナ川崎プラザソル） - 主演・五十嵐あんず 役
  - 「明日の僕に出会うため」（2009年4月17日 - 19日、荻窪メガバックスシアター） - Aチーム 主演・空野カナタ 役、Bチーム シズル 役
  - 「あの星空に未来を描け!」（2009年9月18日 - 22日、ラゾーナ川崎プラザソル） - Aチーム ルミナ 役、Bチーム アオイ 役
  - 「虹の向こうに続く道」（2010年4月16日 - 18日、ラゾーナ川崎プラザソル） - Aチーム 沢渡ミサキ、Bチーム 主演・七沢アカネ 役
  - 「One Night Magician」（2010年10月8日 - 11日、ラゾーナ川崎プラザソル） - Aチーム 三原サクヤ 役
  - 「いつか見上げた青い空」（2011年4月28日 - 5月1日、ラゾーナ川崎プラザソル） - Aチーム スグリ 役、Bチーム キラ 役

2012年
- 天才劇団バカバッカ「センス・オブ・ワンダー」（2012年3月21日 - 25日、テアトルBONBON）
- アーラェアンゲリー「十五少女漂流記」（2012年4月26日 - 30日、池袋GEKIBA） - 主演 青木さくら 役
- アリスインプロジェクト「時空警察ヴェッカーχ 彷徨のエトランゼ」（2012年6月20日 - 24日、六行会ホール） - 古川八重 役
- 演劇ユニット☆Joyful Box「輪廻-RINNE-」（2012年7月14日 - 16日、ブローダーハウス） - 現代：沙織・時代：沙絵 役
- A´company「RONDO-ロンド- -The Cords of Love-」（2012年8月1日 - 5日、TACCS1179） - 澄川真鈴 役
- アーラェアンゲリー「VIRGO -Story of community-」（2012年8月8日 - 12日、上野ストアハウス） - 若葉・美奈津 役
- アリスインプロジェクト「ダウト! 国立公安女子校」（2012年10月25日 - 28日、銀座博品館劇場） - 星組 モエ 役
- 天才劇団バカバッカ「トラベラー」（2012年12月5日 - 9日、シアターグリーンBIG TREE THEATER）

2013年
- 企画演劇集団ボクラ団義「嘘ツキタチノ唄」（2013年1月18日 - 27日、シアターグリーンBOX in BOX THEATER） - 神谷さゆり 役
- アーラェアンゲリー「探偵少女きな子 -禁断のジュエル-」（2013年2月14日 - 17日、梅屋敷・Live theater 間〜まほろ〜） - きな子 役
- アリスインプロジェクト「アリスインデッドリースクール オルタナティブ」（2013年3月20日 - 24日、六行会ホール） - 高森朝代 役
- シザーブリッツ「ポセイドンの孫とYシャツと私」（2013年4月23日 - 28日、劇場HOPE） - Aキャスト さよ 役
- ロックンロール・クラシック「勝手な時間」（2013年6月26日 - 30日、ギャラリールデコ4F）
- A´companyプロデュース「GET OUT! STREET!! -トゥー・ウェイ・ストリート-」（2013年7月11日 - 14日、TACCS1179） - クリスティー 役
- アリスインプロジェクト「時空警察ヴェッカー1983」（2013年8月14日 - 18日、笹塚ファクトリー） - ディール 役
- アーラェアンゲリー「無頼くノ一 星満ちる夜に」（2013年8月28日 - 9月1日、Live theater 間〜まほろ〜） - 羅刹 役
- シザーブリッツ「ニューシネマパラダイちゅ」（2013年11月6日 - 10日、高田馬場ラビネスト） - 田村朋子 役
- アリスインプロジェクト「デジタルホムンクルス」（2013年12月18日 - 23日、シアターKASSAI） - ファースト 役

2014年
- 劇団ティルナノーグ「安眠泥棒の午睡」（2014年1月17日 - 19日、明石スタジオ） - 雫 役
- アリスインプロジェクト「RIN-RIN-RIN -ヒーローはいつも君のそばにいる-」（2014年2月26日 - 3月2日、シアターKASSAI） - 西野幸枝 役
- アーラェアンゲリー「DIY! -明日の戦士たち-」（2014年4月2日 - 6日、シアターKASSAI） - 国光あかね 役
- アーラェアンゲリー「ボクの心に天使が舞い降りた夜」（2014年8月6日 - 10日、上野ストアハウス） - W主演 サンゴ・川崎つばさ 役
- アリスインプロジェクト「ヨルハ」（2014年10月1日 - 5日、シアターKASSAI） - 主演 二号 役

2015年
- アーラェアンゲリー「無頼くノ一 紅染まる朝に」（2015年3月25日 - 29日、ワーサルシアター八幡山） - 火影 役
- アリスインプロジェクト「ヨルハ Ver.1.1」（2015年5月26日 - 30日、新宿村LIVE） - アルファ部隊・主演 二号 役
- アリスインプロジェクト「アリスインデッドリースクール ビヨンド」（2015年8月16日・23日、シアターKASSAI） - 日替わりゲスト 竹内珠子 役
- アリスインプロジェクト「新・戦国降臨ガール」（2015年10月21日 - 25日、スペース・ゼロ） - 伊達正宗 役
- アーラェアンゲリー「平和荘へようこそ♪」Aキャスト（2015年11月19日 - 23日、シアターKASSAI） - 主演 松野早苗 役

2016年
- アリスインプロジェクト「クォンタム・ドールズ」（2016年1月6日 - 11日、新宿村LIVE） - 烏丸千鶴 役
- 進戯団夢命クラシックス「OTOGI狂詩曲」（2016年5月25日 - 29日、中目黒キンケロシアター） - 瓜子姫 役
- アリスインプロジェクト「アリスインデッドリースクール パラドックス」（2016年8月11日・16日、シアターKASSAI） - 日替わりゲスト 竹内珠子 役
- アリスインプロジェクト「戦国降臨ガールインターナショナルTOKYO・完全版」（2016年10月7日 - 10日、築地ブディストホール） - 伊達政宗 役
- アリスインプロジェクト「GIRLS TREK」（2016年12月7日 - 11日、新宿THEATER BRATS） - 橘菖蒲 役
- オッドエンタテイメント「君死ニタマフ事ナカレ 零」（2016年12月21日 - 25日、新宿村LIVE） - クチバ 役

2017年
- アリスインプロジェクト「真説・まなつの銀河に雪のふるほし」（2017年1月14日 - 15日、六行会ホール） - ゲスト 木在綴 役
- ガールズハイパーミュージカル「タイラー×2」（2017年2月22日 - 26日、シアターサンモール） - タイラー 役（ソラ組）
- 進戯団夢命クラシックス「SHIN」（2017年6月21日 - 25日、シアターグリーン BIGTREE THEATER） - 葵 役
- アーラェアンゲリー「わたしはTOKIOのVASガール!!」（2017年7月13日 - 17日、シアターKASSAI） - 門松愛 役
- 杉浦タカオプロデュース「SEPT Vol.7  FATALISM」（2017年8月2日 - 7日、銀座博品館劇場）Ep.2「alive」 - 信条朱莉 役
- オッドエンタテインメント「まじかるすいーと プリズム・ナナ ザ・スターリーステージ」（2017年9月13日 - 18日、サンシャイン劇場） - 浅木飛鳥/アースナナ 役
- アリスインプロジェクト「アリスインデッドリースクール・ノクターン」（2017年10月5日・6日・9日、新宿村LIVE） - 竹内珠子 役
- アーラェアンゲリー「またまた、笑いのツボ〜ただやってみたかっただけ〜」（2017年11月16日 - 19日、ステージカフェ下北沢亭） - 西野軽子 役

2018年
- シザーブリッツ「レンアイドッグス」（2018年6月7日 - 17日、新宿コフレリオシアター） - 主演 遠藤理香 役
- アリスインプロジェクト「アリスインデッドリースクール 楽園」（2018年8月8日 - 19日、シアターKASSAI） - 主演 墨尾優 役
- 劇団東京都鈴木区×シザーブリッツ「翔べ!スペースノイド」（2018年10月10日 - 14日、上野ストアハウス） - 主演 ラン 役
- オッドエンタテインメント「Stray Sheep Paradise」（2018年12月12日 - 16日、俳優座劇場） - ファム 役
- アーラェアンゲリー「また×3、笑いのツボ〜ただ×3 やってみたかっただけ〜」（2018年12月20日 - 24日、ステージカフェ下北沢亭） - 西野軽子 役

2019年
- Am-bitioN「ネーチャンズ☆8」（2019年2月23日 - 24日、築地ブディストホール） - 日替わりゲスト 二ノ宮千明 役
- 爆走おとな小学生『舞台版「魔法少女（？）マジカルジャシリカ」☆第壱磁マジカル大戦☆』（2019年3月13日 - 17日、シアターサンモール） - アメリカンエクスポックル 役
- ILLUMINUS「W'z《ウィズ》」（2019年4月10日 - 14日、シアターサンモール） - センリ 役
- オッドエンタテインメント「Stray Sheep Paradise:em」（2019年8月15日 - 18日、あうるすぽっと） - ファム 役
- 松扇アリス「オトナインデッドリースクール」（2019年10月3日 - 8日、シアターKASSAI） - 主演 百村信子 役
- オッドエンタテインメント「ナナステ☆SUITEVE STORY'S～飛鳥と鳥かご～」（2019年11月13日 - 17日、新宿村LIVE） - W主演 浅木飛鳥 役

2020年
- カラスカ「まんま、見ぃや!」（2020年2月13日 - 17日、新宿シアターモリエール） - 烏森笑子 役
- アーラェアンゲリー「また×5、笑いのツボ～ただ×5 やってみたかっただけ～」（2020年11月19日 - 23日、ステージカフェ下北沢亭）- 西野軽子 役

2021年
- 「リバースヒストリカ」（2021年1月13日 - 17日、新宿村LIVE） - 千夏 役
- M-SMILE「サトラレ～the reading～」（2021年2月13日 - 14日、MsmileBOX 渋谷）
- オッドエンタテインメント「ゲキドル the STAGE」（2021年3月3日 - 7日、シアターサンモール） - 榊原かをる 役
- LOGOTyPEプロデュース「クロスフレンズ」（2021年5月27日 - 30日、六行会ホール） - クリス・コーダンテ 役
- 劇団バルスキッチン「商店街グランドリオン」（2021年7月21日 - 25日、シアターグリーン BIG TREE THEATER） - 花村恵 役
- SHOWMAN’S「リニアダッシュ! POLE POSITION」（2021年11月20日 - 23日、R’sアートコート） - 恵比寿教官 役

2022年
- オッドエンタテインメント『Re:piod』「私たちは学校に通っている」（2022年1月27日 - 28日、浅草花劇場） - 宍戸舞 役
- カラスカ「五島くんの花嫁」（2022年3月30日 - 4月3日、上野ストアハウス） - 主演 五島平助/川村恵 役
- アーラェアンゲリー「逢魔が刻に」（2022年4月29日 - 5月8日、ラゾーナ川崎プラザソル） - 羅刹 役
- オッドエンタテインメント『Re:piod』「また逢おう、あの空の下で」（2022年7月4日 - 5日、浅草花劇場） - 久能明日歌 役
- オッドエンタテインメント『Re:piod』（2022年7月22日 - 24日、浅草花劇場）
  - 「ラスト・ブランク・ダイアリー」（ゲキドルスピンオフ） - 榊原かをる 役
  - 「聞こえぬセレナーデ」（Stray Sheep Paradise） - イーリー・ブロッサム 役

- キミに贈る朗読会 『STARMARIEの声と妄想の世界』 Vol.4（2022年9月10日 - 11日、MsmileBOX渋谷）

2023年
- Studio K'z「15少女漂流記2023」（2023年3月1日 - 5日、シアターKASSAI） - 松平佳 役
- 爆走おとな小学生「宇宙家族ヤマダさん～Super saiyAの逆襲～」（2023年5月31日 - 6月4日、新宿・スペース・ゼロ） - Super saiyA-1 役
- 爆走おとな小学生 朗読劇『マッチングアプリ:アップルボム(仮)』「キャサリンと春子」（2023年7月26日 - 28日、シアターサンモール） - ばあや 役
- はちみつシアター「ミルクと、セブン」（2023年9月28日 - 30日、吉祥寺STAR PINE’S CAFE） - よつ葉 役

2024年
- メタ娘 朗読劇「メタ娘」（2024年1月26日 - 28日、オメガ東京） - KUROSAGI・ネネ 役
- クオッカーズ「バンブー・サマー2024」（2024年3月20日 - 31日、劇場MOMO） - 宮迫詩乃 役
- ミュージカル座「命日オプション」（2024年5月9日 - 12日、六行会ホール） - W主演 ヤヒメ 役
- えのぐ工場「それは不透明に繋がって～Shangri-la Notes」（2024年6月1日、BOXinBOX THEATER）- 日替わりゲスト 本人役 
- Studio K'z「ネーチャンズ☆2024」（2024年6月19日 - 23日、池袋・シアターKASSAI）- 日替わりゲスト 槇原千明 役
- 少年秘密倶楽部「少年秘密倶楽部［壱］〜箱庭の自由〜」（2024年7月5日、新宿村LIVE） - 日替わりゲスト 師匠役
- アーラェアンゲリー「また✕7、笑いのツボ〜ただx7 やってみたかっただけ〜」（2024年7月12日 - 15日、ステージカフェ下北沢亭）- 西野軽子 役
- アーラェアンゲリー「逢魔が刻に」（2024年11月28日 - 12月1日、上野ストアハウス） - 羅刹 役

2025年
- Studio K'z×アリスインプロジェクト「時空警察ヴェッカー1983・改」（2025年2月19日 - 24日、築地・ブディストホール） - 時空刑事サナ 役

### ネット配信
- De-LIGHT「星降る街[71]」（2020年7月7日 - 12日、OPENREC.tv） - 詩織 役[72]

### 映画
- 「鐘が鳴りし、少女達は銃を撃つ[73][74] 」[注 1]（2014年、監督：山岸謙太郎） - タナベ 役

### テレビアニメ
- 聖剣伝説 Legend of Mana -The Teardrop Crystal-（2022年、修道女、街の人、珠魅）
- トモちゃんは女の子!（2023年、生徒、子ども、クラスメイト、女性客）
- NieR:Automata Ver1.1a（2023年 - 2024年、絵本の声、赤い少女、アナウンス） - 2シリーズ[一覧 1]
- とあるおっさんのVRMMO活動記（2023年、プレイヤー、売り子）
- 声優ラジオのウラオモテ（2024年、音響制作、女子生徒）
- この会社に好きな人がいます（2025年、企画部女性社員[75]、女性客[76]）

### ゲーム
- 「ニーア オートマタ」（2017年、スクウェア・エニックス） - 資源回収ユニットアナウンス 役

### キャラクターソング
| 発売日  | タイトル                         | 歌 | 楽曲                     | 備考                 |
| 2020年  | 2020年                           | 2020年 | 2020年                   | 2020年               |
| ------- | -------------------------------- | --- | ------------------------ | -------------------- |
| 5月19日 | MERMAID LIVE ハイドラ-30楽曲全集 | ノーガ（遠藤瑠香） | 「Sexy... In The Ocean」 | カルミナ沖スロ関連曲 |
| 5月19日 | MERMAID LIVE ハイドラ-30楽曲全集 | イハナ（茅原実里）、カナサ（安野希世乃）、イジ（徳井青空）、アビヤ（若井友希）、グテ（Daisy×Daisy）、ノーガ（遠藤瑠香）、ザン（栗生みな）、カーギ（持田千妃来） | 「約束の詩」             | カルミナ沖スロ関連曲 |

### シリーズ一覧
1. ↑  第1クール（2023年）、第2クール（2024年）